# Ålstensparken

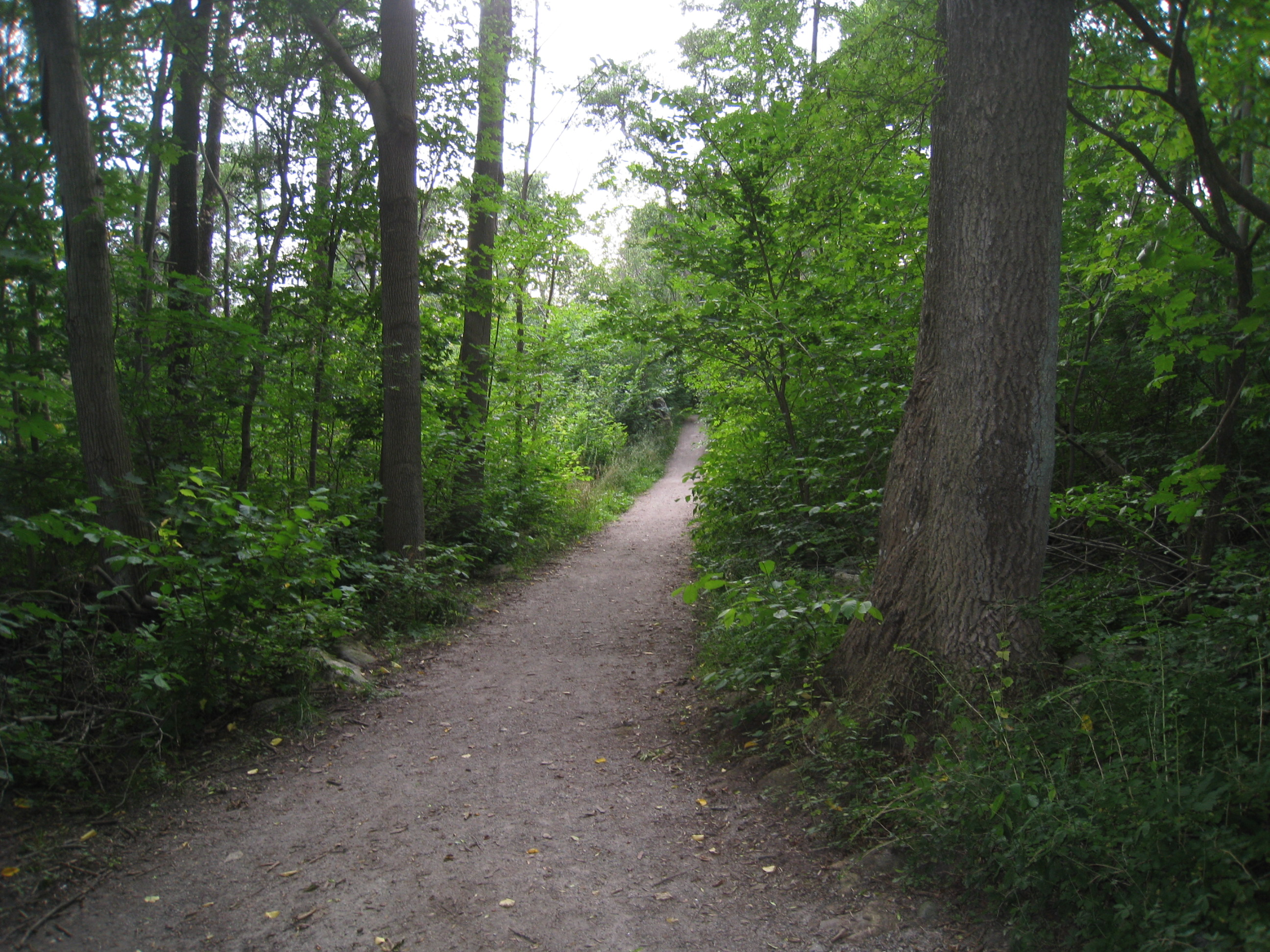
Ålstensparkens rika växtlighet.

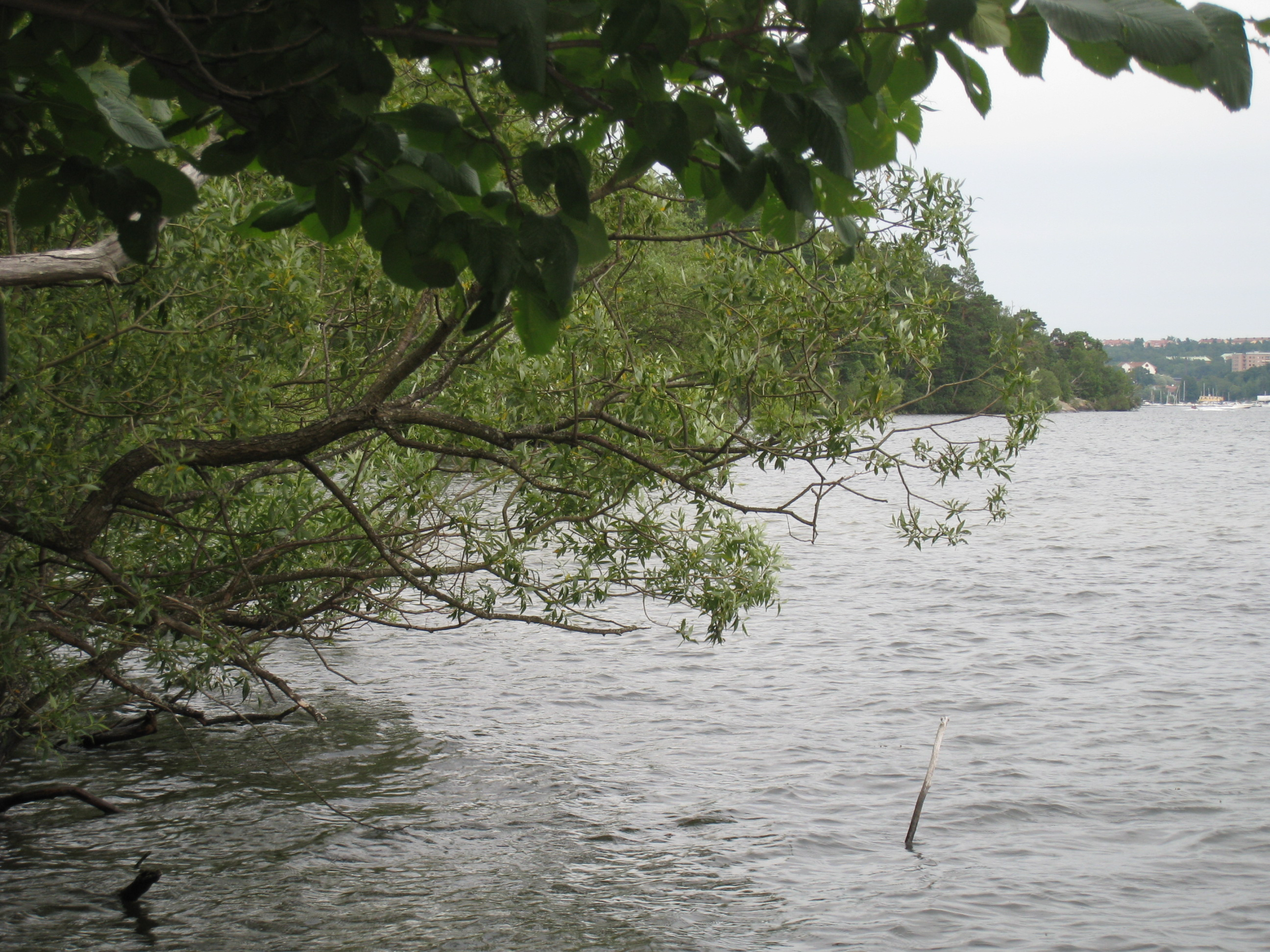
Ålstensparken. Strandparti med knäckepilar som lutar över vattnet.

Ålstensparken är ett låglänt skogsparti med bevarat naturområde inom Ålstensskogen i södra Bromma, västra Stockholm. Parken ligger invid vattnet utefter Mälaren väster om Ålstensängen i Ålstensgatans förlängning och denna del av Ålstensskogen sträcker sig i väster fram till Ålstenshamnen. 
Området ligger mellan Mälaren i söder och bebyggelsen i de nutida kvarteren Ålstensgården, Vingåkersdansen, Kalvdansen och Domaredansen i norr. Det har en mycket oregelbunden form och längst mot väster är det begränsat till en ganska smal strandremsa utanför tomtområdena i kvarteret Domaredansen. I ytvidd mäter Ålstensparkens område omkring 3 hektar, alltså bara ungefär en tiondel av Ålstensskogens areal. Den anlades 1927–1935 helt i enlighet med Rutger Sernanders idéer.

## Inplanterade träd och buskar
Växtligheten i Ålstensparken skiljer sig väsentligt från typisk svensk lövskogmark genom de arter man planterat in. Hit hör områdets bestånd av avenbok, druvfläder, naverlönn samt dess syren- och snöbärsbuskar.

## Topografi och vegetation
Ålstensparkens större,  mer samlade del ligger på de ost- och framför allt på sydsluttningen av den bergshöjd, vars högsta parti är före detta kvarnplatån, 21 meter hög, som ligger mellan de nuvarande kvarteren Ålstensgården och Kalvdansen. Parkens västligaste del utgörs av ett lågt och delvis också mycket smalt strandparti, vars högsta delar, 4 till 5 meter över Mälarens nivå, ligger längs den norra kanten, det vill säga gränsen mot villatomterna i kvarteret Domaredansen.
En mängd örter växer inom parkområdet. På våren kommer blåsippa, vitsippa, harsyra, vårlök, solöga, nunneört och viol. Mot sommaren ser man gulmåra, johannesört, kungsljus, storklocka, rödklint, knappvädd, geranier, gullris, ängsviol, kråkvicker, rödblära, skogsyska och midsommarblomster. Vid strandkanten är det ett vassbälte och ett sumpmarksområde med knäckepilar. Här växer också svärdslilja, angelika, vattensyra, vattenmynta, mjödört och fackelblomster. 
Vissa delar av stränderna är låga och vid högvatten översvämmade. Särskilt är detta fallet med den udde, eller den halvö, som i Flöjelgatans förlängning mot Mälarstranden skjuter ut mellan två markerade vassbukter. På våren när vattnet flödar här ger denna del av stranden ett intryck av en verklig träskskog, eftersom strandpartiet här är beväxt av gamla krokiga pilträd. Den låglänta udden är bevuxen med äldre knäckepilar. På våren står Mälarvattnet över området.
När man promenerar på vägen vid stranden längs Mälaren från Ålstensängen mot Ålstensvarvet finns på höjden till höger några enstaka tallar och granar, medan det annars är lövskog här. Det finns alm, ek, björk, lönn, rönn, hägg och oxel. I sumpmarkerna vid stranden växer al och knäckepil. Längre upp på land är det stora snårområden med getapel, slån, olvon, vildtörne, try, kornell, måbär och krusbär. Här växer även hagtornsbuske.

## De stora flyttblocken

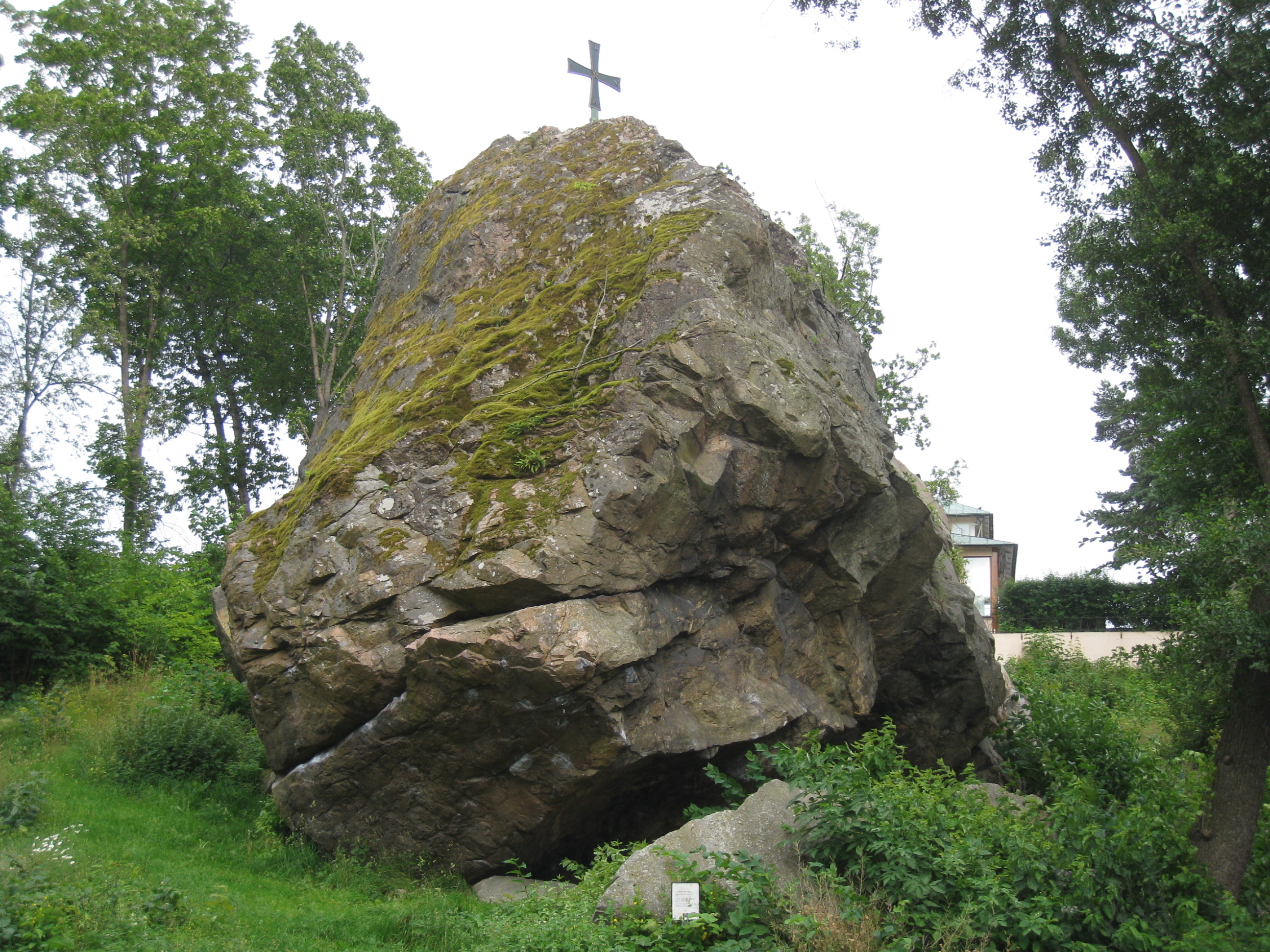
Det nio meter höga flyttblocket Ålstenen nära Ålstenshamnen, med korset Arla Coldinukors högst upp.

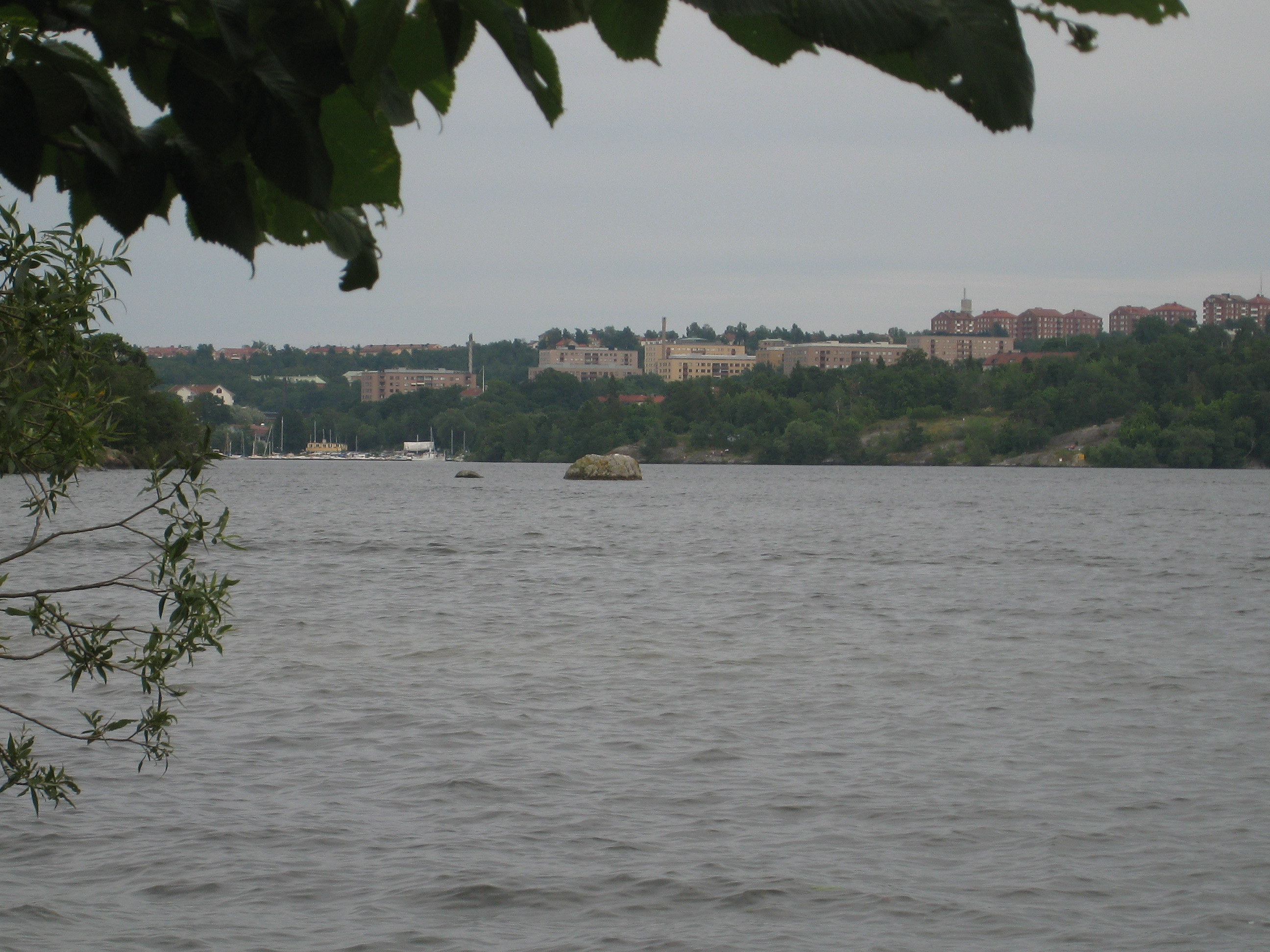
Från Ålstensängen kan man se det flyttblock ute i Mälaren som möjligen kan vara den ursprungliga "Ålstenen".

De stora flyttblocken är stora stenblock som blivit transporterade med hjälp av is, det kan vara inlandsisar eller glaciärer. Man anser att de flesta flyttblocken i Sverige idag har blivit transporterade under den senaste istiden. Flyttblocken blev hitsläpade på istiden för mer än 10 000 år sedan. Om man beger sig upp på ett omkring 50 meter högt berg lite längre österut inom området Ålstensparken, några hundra meter väster om Ålstensklippan, där det stora flyttblocket är beläget, öppnar sig en storslagen utsikt över Mälaren.

### Det stora höga flyttblocket,Ålstenen
På sluttningen ner mot Ålstensvarvet i västra ändan av Ålstensparken ligger ett mycket stort flyttblock i Ålstensgrytet. Flyttblocket är omkring nio meter högt och ett av Stockholmstraktens allra största. Det ligger alldeles i närheten av landfästet till båthamnens långa båtbrygga. I Brommatrakten finns ett system med moränryggar, s.k. de Geer-moräner. Moränryggarna visar hur inlandsisen årligen drog sig tillbaka. Flyttblocket i Ålstensparken är från denna tid. Detta mäktiga flyttblock kallas Alastenen (eller Ålstenen) ligger utefter promenadstigen.
Toppen av det nio meter höga flyttblocket är krönt av ett gammalt järnkors, som sällskapsorden Arla Coldinuorden satte upp år 1793. Coldinuorden är en sjöfararorden från medeltiden med rötter från området kring Medelhavet. Svenska loger finns i Stockholm (Arla Coldin), Göteborg (Göta Coldin) och Karlskrona (Kronans Coldin). Eftersom flyttblocket på medeltiden kallades Alasten (Ålstenen) överflyttades namnet till gården i närheten, det vill säga till Ålstens gård och sedan till hela stadsdelen.

### Andra flyttblock på land
På flera andra ställen i Ålstensparken finns det också stora flyttblock, dock av mindre storlek än jätteblocket. Ett ganska ansenligt blockröse finns i områdets östra del. De lösa jordlager, som marken är uppbyggd av, utgörs av krosstensgrus, på de lägre nivåerna är det starkt lerhaltiga jordlager. Det finns en stor rikedom av lösa stenar och block, särskilt längs stränderna. Många block ligger också ute i vattnet.

### Stenblocket Ålstenen ute i vattnet
Många block som ligger ute i vattnet skjuter upp mer eller mindre ovanför vattenytan. Ute i Mälaren finns det ett särskilt stort stenblock, som skjuter upp ur vattnet. Detta stenblock skjuter cirka 2 meter över vattnet och är beläget på omkring 50 meters avstånd från strandlinjen utanför Ålstensskogens västligaste del. Blocket kan möjligen vara den "ålsten", som har givit namn åt hela området. Man vet inte längre vilken sten namnet Ålsten syftar på. Det kan syfta på detta större, ur vattnet uppskjutande flyttblock. Ännu i början av 1900-talet bedrevs här utanför ålfiske. Stenen kan då ha tjänat som märke vid fångstredskapens placering eller något dylikt. Denna sten bör åtminstone under de senaste 600–700 åren ha varit synlig över vattenytan.

## Tillkomsten av parken
Professor Rutger Sernander skisserade 1923 ett program för området vid Ålstensparken. Området kan betraktas som ett mycket omväxlande och tilltalande naturområde, som har gjorts lättillgängligt för besökare. Platsen Ålstensparken skulle bevaras såsom naturpark, men ej som en strängt fridlyst och avskild sådan, utan som en lustgård för människorna, där de kunde röra sig fritt och hämta vederkvickelse efter dagens möda. Sernander, som var botanikprofessor, utkom 1926 med boken "Stockholms natur", som inledningsvis jämställer moräner, jätteblock och rullstensåsar med av människan formade byggnadsminnesmärken. Rutger Sernander skildrade på 1920-talet Ålstensparken som Stockholms första naturpark och talade om naturens samspel med storstaden.
I stadsdelen Bromma började stadsträdgårdsmästare Mauritz Hammarberg, som var Stockholms stadsträdgårdsmästare mellan åren 1906–1936, under 1920-talet att planera för en ny park. Tanken var att det skulle bli en konstrik promenadpark, lik dem som sedan 1800-talets mitt hade anlagts inne i staden. Men botanikprofessorn Rutger Sernander opponerade sig mot detta och föreslog att den planerade parken i stället skulle skapas med utgångspunkt  i Mälarlandskapets egna naturliga förutsättningar. Detta resulterade i Ålstensparken, som anlades 1927–1935 helt i enlighet med Rutger Sernanders idéer. Med Ålstensparken tog Stockholms stads parkplanering en ny riktning som skulle nå sin höjdpunkt under 1930-, 40- och 50-talen.
Rutger Sernander beskriver vegetationen i Ålstensparken i "Stockholms natur, 1926" på följande sätt:
- "Vegetationen med dess starka solexplosion är kraftig och yppig, och människan tycks åtminstone den sista mansåldern i stort sett överlämnad den åt sin egen utveckling."
- "Den starkt buktande strandens träd har fått växa sig ganska stora. Man lägger särskilt märke till ett ej ringa antal härliga hängpilar. Det rofyllda behag, som endast en Mälarvik kan bjuda i sina höga vassar, möter oss här och var."
- "Bakom strandsnåret vidtager ett landskap av törnsnår, lövängsfragment och öppna örtrika ängsfläckar av växlande storlek. Ett ej litet antal av Stockholmstraktens träd och framför allt buskar har här stämt möte. Det är alm, ask, rönn, oxel, hägg, getapel, brakved, olvon, måbär, hallon, try. Rosa-arter[d] – såväl de kroktaggiga som de låga raktaggiga buskarna – samt rund- och spetshagtorn. Det är en fröjd att i den ljusa årstiden Pomona[e] se snåren lysa vita av häggens, slånens och hagtornens fina blommor, vilka fyller luften med sina mättade amin-dofter. Rosornas skära blomsterprakt behärskar högsommaren, berberiksbärens scharlakan och spetshagtornens korall hösten och vintern."
- "Snåren ger skydd och hägn åt ett rikt småfågelliv."

Holger Blom var Stockholms stadsträdgårdsmästare 1938–1971. Han ligger bakom den vackra grönskan i Ålstensparken under senare tider.

## Fotnoter
1. ↑  Pilträden tillhör videsläktet (Salix), som växer som träd, buskar, ris eller örtlika dvärgbuskar. Släktet har omkring 400 arter.
2. ↑  Knäckepilen (Salix fragilis) är ett av Sveriges högsta och tjockstammigaste träd. Den är ganska vanlig vid stränder och ofta planterad vid båtbryggor, i alléer etc. Pilar gallrar själva sin krona genom att vissa kvistar som burit blommor och frukter avskiljs från växten under hösten och vintern genom en skarp, regelbunden led och faller på samma sätt som bladen vid lövfällningen.
3. ↑  Arla Coldin (Stockholm) grundades 1765. Om Arla Coldinukorset: Enligt vad som meddelas i "Arla Coldinu Orden 1765 8/5 1915. Minnesskrift 1915" ägde korsutsättningen här rum den 24 juli 1793, sedan Ålstens dåvarande ägare, grosshandlare N. Dassau givit sitt samtycke därtill. Protokollet upplyser också om, att ordensmedlemmarna seglat ut från Riddarholmen i en eskader på tolv fartyg, och att frukost tingats hos vaktmästaren i Frimurarelogen. Av alla till vår tid bevarade Arla Coldinu-kors i Stockholms omgivningar uppgives detta vara det äldsta.
4. ↑  Rossläktet (Rosa) är ett växtsläkte i familjen rosväxter med ca 200 arter. Rosväxter (Rosaceae) är en familj med ett- eller fleråriga örter, eller lövfällande buskar eller träd. I Sverige finns 22 släkten och över 80 arter. Hit hör bland annat rosor, hagtornar, häggmisplar, oxbär, hägg, slån, aronia, rönn, oxel, kerria, eldtorn, purpurrosenapel, praktspirea, humleblomster och fjällsippa.
5. ↑  Pomona var fruktens och trädgårdarnas gudinna i romersk mytologi. Namnet härleds av pomum, äpple.